# Parijs-Nice 2003
De etappekoers Parijs-Nice 2003 was de 61e editie van deze koers die werd verreden van 9 tot en met 16 maart. De etappekoers ging van start in Issy-les-Moulineaux en eindigde in Nice. Titelverdediger was de Kazach Aleksandr Vinokoerov, die ditmaal opnieuw het eindklassement naar zijn hand wist te zetten.
Op 11 maart, tijdens de tweede etappe, kwam Andrej Kivilev tezamen met Volker Ordowski en ploeggenoot Marek Rutkiewicz ten val in Saint-Étienne. Hij had een schedelbasisfractuur en twee gebroken ribben en raakte meteen in coma. Hij overleed de volgende morgen in het ziekenhuis aan zijn verwondingen. Kivilev droeg bij zijn val geen helm. Als gevolg van zijn ongeluk is door de UCI de helmplicht in alle wielerkoersen ingevoerd.
Zijn vriend en landgenoot Vinokoerov richtte het Kivilev-fonds op, met als doel de herinnering aan Kivilev levend te houden en het wielrennen in Kazachstan financieel te ondersteunen. Ook droeg Vinokoerov zijn uiteindelijke overwinning in de voor Kivilev fatale rittenkoers op aan zijn overleden vriend. Kivilev liet een vrouw en een zes maanden oude zoon achter.

## Etappe-overzicht
| etappe  | datum    | start               | finish              | afstand  | winnaar                                         | klassementsleider    |
| ------- | -------- | ------------------- | ------------------- | -------- | ----------------------------------------------- | -------------------- |
| Proloog | 9 maart  | Issy-les-Moulineaux | Issy-les-Moulineaux | 4,8 km   | Nico Mattan                                     | Nico Mattan          |
| 1e      | 10 maart | Auxerre             | Paray-le-Monial     | 191 km   | Alessandro Petacchi                             | Stuart O'Grady       |
| 2e      | 11 maart | La Clayette         | Saint-Étienne       | 182,5 km | Davide Rebellin                                 | Davide Rebellin      |
| 3e      | 12 maart | Le Puy-en-Velay     | Pont du Gard        | 192,5 km | Rit geneutraliseerd vanwege dood Andrej Kivilev | Davide Rebellin      |
| 4e      | 13 maart | Perrier             | Perrier             | 16,5 km  | Dario Frigo                                     | Dario Frigo          |
| 5e      | 14 maart | Aix-en-Provence     | Toulon              | 152,5 km | Aleksandr Vinokoerov                            | Aleksandr Vinokoerov |
| 6e      | 15 maart | Toulon              | Cannes              | 194,5 km | Joaquim Rodríguez                               | Aleksandr Vinokoerov |
| 7e      | 16 maart | Nice                | Nice                | 160 km   | David Bernabéu                                  | Aleksandr Vinokoerov |

## Eindklassementen
| Algemeen klassement |                      |                        |           |
| Plaats              | Naam                 | Ploeg                  | Tijd      |
| Gele trui           | Aleksandr Vinokoerov | Team Telekom           | 23u30'04" |
| 2                   | Mikel Zarrabeitia    | ONCE-Eroski            | + 00' 43" |
| 3                   | Davide Rebellin      | Team Gerolsteiner      | + 00' 54" |
| 4                   | Jörg Jaksche         | ONCE-Eroski            | + 00' 55" |
| 5                   | Sylvain Chavanel     | Brioches La Boulangere | + 01' 24" |
| 6                   | David Bernabéu       | Milaneza-MSS           | + 01' 28" |
| 7                   | Claus Michael Møller | Milaneza-MSS           | + 01' 30" |
| 8                   | Volodymyr Hoestov    | Fassa Bortolo          | + 01' 41" |
| 9                   | Samuel Sánchez       | Euskaltel-Euskadi      | + 01' 48" |
| 10                  | Óscar Pereiro        | Phonak Hearing Systems | + 02' 04" |
|                     |                      |                        |           |
| 19                  | Kurt Van De Wouwer   | Quick Step-Davitamon   | + 04' 24" |
| 58                  | Koos Moerenhout      | Lotto-Domo             | + 39' 25" |

| Puntenklassement |                      |                   |        |
| Plaats           | Naam                 | Ploeg             | Punten |
| Groene trui      | Laurent Brochard     | Ag2R Prevoyance   | 76     |
| 2                | Aleksandr Vinokoerov | Team Telekom      | 74     |
| 3                | Samuel Sánchez       | Euskaltel-Euskadi | 69     |

| Bergklassement |                |                        |        |
| Plaats         | Naam           | Ploeg                  | Punten |
| Rode trui      | Tyler Hamilton | Team CSC               | 43     |
| 2              | Jérôme Pineau  | Brioches La Boulangere | 30     |
| 3              | Rui Sousa      | Milaneza-MSS           | 25     |

| Jongerenklassement |                  |                        |           |
| Plaats             | Naam             | Ploeg                  | Tijd      |
| Witte trui         | Sylvain Chavanel | Brioches La Boulangere | 23u31'28" |
| 2                  | Samuel Sánchez   | Euskaltel-Euskadi      | + 00' 24" |
| 3                  | Kim Kirchen      | Fassa Bortolo          | + 02' 52" |

| Ploegenklassement |                        |           |
| Plaats            | Ploeg                  | Tijd      |
| 1                 | ONCE-Eroski            | 70u32'53" |
| 2                 | Milaneza-MSS           | + 04' 08" |
| 3                 | Phonak Hearing Systems | + 09' 00" |

1933 · 1934 · 1935 · 1936 · 1937 · 1938 · 1939 · 1940-1945 · 1946 · 1947-1950 · 1951 · 1952 · 1953 · 1954 · 1955 · 1956 · 1957 · 1958 · 1959 · 1960 · 1961 · 1962 · 1963 · 1964 · 1965 · 1966 · 1967 · 1968 · 1969 · 1970 · 1971 · 1972 · 1973 · 1974 · 1975 · 1976 · 1977 · 1978 · 1979 · 1980 · 1981 · 1982 · 1983 · 1984 · 1985 · 1986 · 1987 · 1988 · 1989 · 1990 · 1991 · 1992 · 1993 · 1994 · 1995 · 1996 · 1997 · 1998 · 1999 · 2000 · 2001 · 2002 · 2003 · 2004 · 2005 · 2006 · 2007 · 2008 · 2009 · 2010 · 2011 · 2012 · 2013 · 2014 · 2015 · 2016 · 2017 · 2018 · 2019 · 2020 · 2021 · 2022 · 2023 · 2024 · 2025